# 가재가 노래하는 곳
《가재가 노래하는 곳》(영어: Where the Crawdads Sing)은 미국에서 제작된 올리비아 뉴먼 감독의 2022년 미스터리 드라마 영화이다. 데이지 에드거존스 등이 출연하였고, 리스 위더스푼 등이 제작에 참여하였다.
원작은 딜리아 오언스가 지은 동명 소설이다. 미국에서는 2018년에 발간되었고, 뉴욕 타임스에서 181주간 베스트셀러에 올랐다. 한국에서는 2019년 6월 21일에 출판사 살림에서 '가재가 노래하는 곳'이라는 제목으로 출간하였다.

## 줄거리
어려서 가족에게 버림받고 자연만이 유일한 친구였던 카이아. 세상과 단절된 채 성장하는 가운데 테이트가 그녀의 마음을 두드린다.   
하지만 그가 떠난 뒤 외로움이 밀려오는 가운데 체이스가 카이아에게 적극적으로 고백을 하고 그녀는 마음이 흔들리기 시작한다.   
그러던 어느 날 체이스는 습지에서 추락사로 싸늘한 시체로 발견되고 카이아는 유력한 용의자가 되어 법정에 서게 되는데...   
그녀의 숨겨진 비밀이 드러나기 시작한다.   

## 출연
- 데이지 에드거존스 - 카이아 역
- 테일러 존 스미스 - 테이트 워커 역
- 해리스 디킨슨 - 체이스 앤드루스 역
- 데이비드 스트러세언 - 톰 밀턴 역
- 스털링 메이서 주니어 - 제임스 "점핑" 매디슨 역
- 로건 맥레이 - 조디 클라크 역
- 빌 켈리 - 잭슨 보안관 역
- 아나 오라일리 - "마" 줄리엔 클라크, 카이아 엄마 역
- 개릿 딜러헌트 - "파" 잭슨 클라크, 카이아 아빠 역
- 에릭 레이딘 - 에릭 채스테인 검사 역

## 기타 제작진
- 사운드트랙 참여: 테일러 스위프트